# إيرين كوه
إيرين كوه (بالإنجليزية: Irene Koh)‏ هي فنانة قصص مصورة كورية جنوبية وأمريكية، ولدت في 18 سبتمبر 1990 في سول في كوريا الجنوبية.